# Championnat des Bermudes de football 1972-1973
Navigation
Saison 1970-1971 Saison suivante
La saison 1972-1973 du Championnat des Bermudes de football est la dixième édition de la Premier Division, le championnat de première division aux Bermudes. Les dix formations de l'élite sont réunies au sein d'une poule unique où elles s'affrontent deux fois au cours de la saison. À l'issue du championnat, les deux derniers du classement final sont relégués et remplacées par les deux meilleures équipes de deuxième division.
C'est le tenant du titre, le club des Devonshire Colts qui remporte à nouveau la compétition cette saison après avoir terminé en tête du classement final, avec un seul point d'avance sur North Village Community Club. Il s’agit du second titre de champion des Bermudes de l'histoire du club, qui réussit le doublé en s'imposant en finale de la Coupe des Bermudes face aux PHC Zebras.

## Les clubs participants
- Young Men's Social Club
- Somerset Cricket Club Trojans
- Warwick FC
- St George's Colts
- PHC Zebras
- Police RC
- North Village Community Club
- Devonshire Colts
- Hotels International FC
- Devonshire Cougars

## Compétition
Le barème de points servant à établir le classement se décompose ainsi :
- Victoire : 2 points
- Match nul : 1 point
- Défaite : 0 point

### Classement
| Rang | Équipe                        | Pts | J  | G  | N | P  | Bp | Bc | Diff |
| ---- | ----------------------------- | --- | -- | -- | - | -- | -- | -- | ---- |
| 1    | Devonshire Colts'T'C          | 29  | 18 | 14 | 1 | 3  | 59 | 16 | +43  |
| 2    | North Village Community Club  | 28  | 18 | 11 | 6 | 1  | 38 | 11 | +27  |
| 3    | PHC Zebras                    | 26  | 18 | 11 | 4 | 3  | 31 | 19 | +12  |
| 4    | Somerset Cricket Club Trojans | 22  | 18 | 7  | 8 | 3  | 29 | 15 | +14  |
| 5    | Hotels International FC       | 20  | 18 | 9  | 2 | 7  | 41 | 27 | +14  |
| 6    | Devonshire Cougars            | 17  | 18 | 6  | 5 | 7  | 32 | 32 | 0    |
| 7    | Young Men's Social Club       | 13  | 18 | 5  | 3 | 10 | 31 | 50 | -19  |
| 8    | St George's Colts             | 13  | 18 | 4  | 5 | 9  | 14 | 34 | -20  |
| 9    | Warwick FC                    | 10  | 18 | 3  | 4 | 11 | 12 | 40 | -28  |
| 10   | Police RC                     | 2   | 18 | 1  | 0 | 17 | 10 | 52 | -42  |

|  | Qualification pour la Coupe des champions de la CONCACAF 1974 |
|  | Relégation en Second Division                                 |
|  | T : Tenant du titre C : Vainqueur de la Coupe des Bermudes    |

## Bilan de la saison
| Championnat des Bermudes de football 1972-1973 |                              |
| Champion                                       | Devonshire Colts (2e titre)  |
| Coupes et trophées                             |                              |
| Vainqueur de la Coupe des Bermudes 1972-1973   | Devonshire Colts             |
| Qualifications continentales                   |                              |
| Coupe des champions de la CONCACAF 1974        | Devonshire Colts             |
| Coupe des champions de la CONCACAF 1974        | North Village Community Club |
| Promotions et relégations                      |                              |
| Promus en Premier Division                     | Southampton Rangers          |
| Promus en Premier Division                     | Wellington Rovers            |
| Relégués en Second Division                    | Warwick FC                   |
| Relégués en Second Division                    | Police RC                    |